# Orbiniella uniformis
Orbiniella uniformis är en ringmaskart som beskrevs av Hartman 1967. Orbiniella uniformis ingår i släktet Orbiniella och familjen Orbiniidae. Inga underarter finns listade i Catalogue of Life.